# 栗原里奈
栗原 里奈（くりはら りな、1978年2月11日 – ）は、日本のタレント、女優。東京都渋谷区広尾出身。オスカープロモーション所属。

## 人物・来歴
- 2001年「ハニービー&シャトルワン」レースクイーンとして鈴鹿8耐などのオートバイレースに参加。同年には写真集「Premium」をリリースしている。
- 2002年からは“美の親善大使”を謳うユニット『グラビア隊』の一員として、北川弘美、石橋奈美、津村亜紀らと共に活動。
- 芸能人女子フットサルチーム「表参道BEAUTY」の元メンバー。
- ブライダルショーのモデルをしたことを機にウェディングプランナーとしても活動するようになり、「美Wedding」と称するホームページを2014年に開設している。

## 出演

### 舞台
- リレイヤーIII（2003年11月20日 – 23日、ウッディシアター中目黒）
- 大奥（2010年7月、11月、明治座、博多座）

## リリース作品

### ビデオ
- Belle Femme〜ベルファーム〜（2001年8月24日発売、心交社）
- 清楚な午後（2008年11月6日発売、ケイネットワーク）

### 写真集
- Premium（2001年8月24日発売、心交社）

## 関連人物
- 岡田智美 - 元ツインリンクもてぎエンジェル2期生。栗原と共にハニービー&シャトルワンのレースクイーンを務めた。
- 湯川美波 - 女優。舞台「リレイヤーIII」で共演。